# Comunas da Suíça

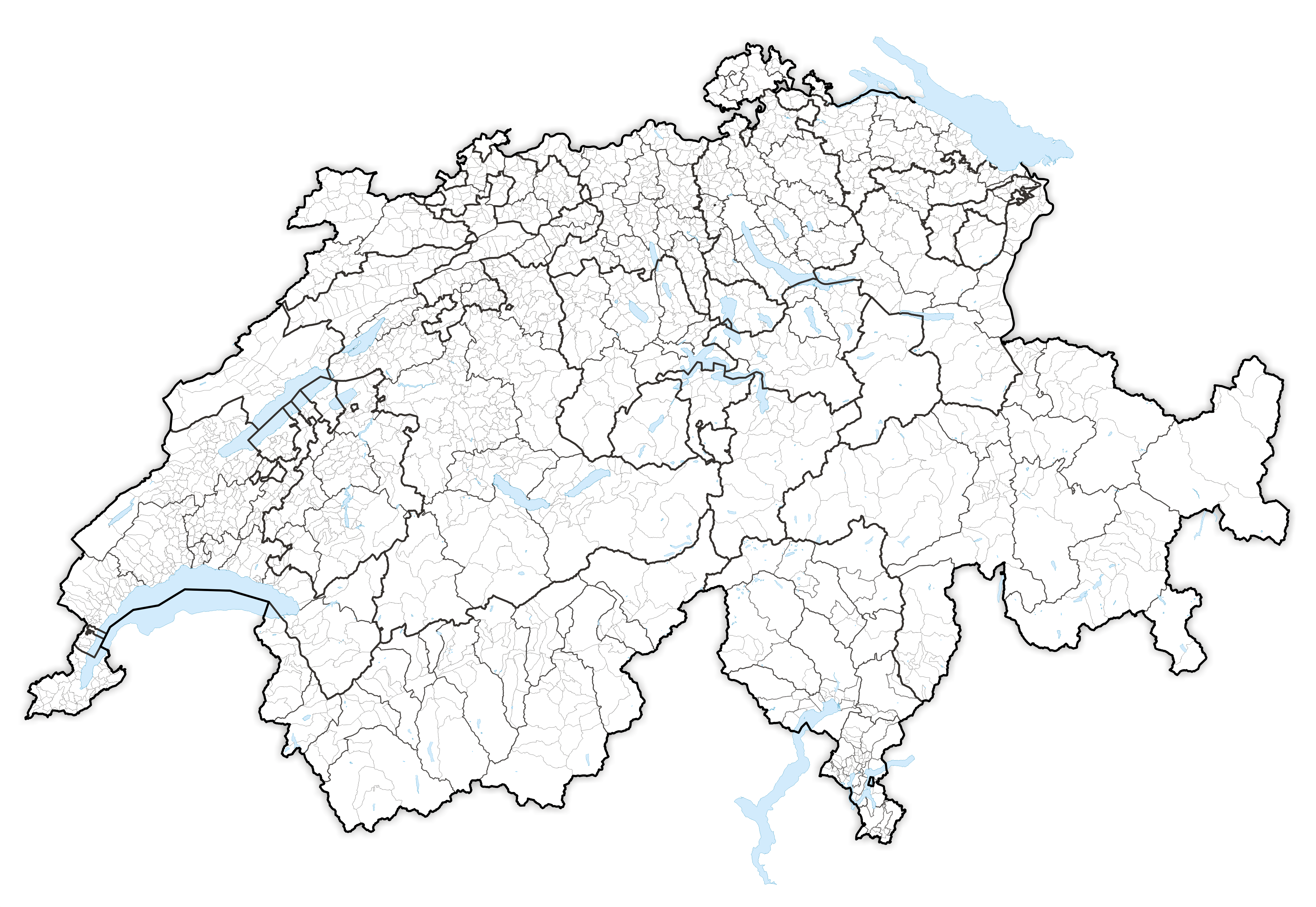
Mapa das comunas suíças em.

As comunas da Suíça (em alemão:  Gemeinden, em francês:  communes, em italiano:  comuni, em romanche:  vischnanca) constituem o nível administrativo mais baixo da Confederação Helvética. Em 1 de janeiro de 2019 o número total de comunas era de 2 212. São equivalentes aos municípios do Brasil ou aos concelhos de Portugal. Em extensão e população, porém, se assemelham mais no Brasil aos distritos e em Portugal às freguesias. 
O número de comunas vem diminuindo em grande ritmo desde o ano 2000. Cerca de 15% das comunas foram extintas por fusão.
Embora muitas comunas tenham uma população de poucas centenas de cidadãos, as mais populosas, como Zurique ou Genebra, também têm o estatuto jurídico de municípios. A área dos municípios varia entre 0,28 km² (Ponte Tresa, no Ticino) e 282 km² (Bagnes, no Valais).
Os municípios mais populosos são Zurique, Genebra, Basileia, Berna e Lausana com mais de 100 000 habitantes. O menor município é Corippo com 17 habitantes em 2004.
Os municípios, assim como os cantões, detêm grande parcela de autonomia em relação às demais esferas administrativas do país. Os grandes municípios são dotados de um parlamento municipal (assembleia) e de um governo comunal cujos nomes variam. Os pequenos municípios têm uma assembleia de todos seus cidadãos eleitores e um governo municipal.
| Cantão                 | Número |
| ---------------------- | ------ |
| Zurique                | 162    |
| Berna                  | 346    |
| Lucerna                | 83     |
| Uri                    | 20     |
| Schwyz                 | 30     |
| Obwald                 | 7      |
| Nidwald                | 11     |
| Glarus                 | 3      |
| Zug                    | 11     |
| Friburgo               | 136    |
| Soleura                | 109    |
| Basileia-Cidade        | 3      |
| Basileia-Campo         | 86     |
| Schaffhausen           | 26     |
| App.R.Ext.             | 20     |
| App.R.Int.             | 6      |
| São Galo               | 77     |
| Grisões                | 106    |
| Argóvia                | 211    |
| Turgóvia               | 80     |
| Ticino                 | 115    |
| Vaud                   | 309    |
| Valais                 | 126    |
| Neuchâtel              | 31     |
| Genebra                | 45     |
| Jura                   | 53     |
| Confederação Helvética | 2 212  |